# Обесо Ривера, Серхио
Серхио Обесо Ривера (исп. Sergio Obeso Rivera; 31 октября 1931, Халапа-Энрикес, Мексика — 11 августа 2019, там же) — мексиканский кардинал. Епископ Папантлы с 30 апреля 1971 по 15 января 1974. Титулярный архиепископ Упенны и коадъютор Халапы с 15 января 1974 по 12 марта 1979. Архиепископ Халапы с 12 марта 1979 по 10 апреля 2007. Кардинал-священник с титулом церкви Сан-Леоне I с 28 июня 2018.

## Биография
В 1954 году стал священником. Получил степень доктора богословия в Папском Григорианском университете в Риме, долгое время преподавал на родине, будучи, в частности, ректором одной из семинарий.
Папа Павел VI назначил его в 1971 году епископом города Папантла, а в 1974 году — архиепископом-коадъютором Халапы. В 1979 году был назначен ординарием этой архиепархии и сохранял этот пост вплоть до отставки, которая последовала в 2007 году.
В 1980—1990-е годы являлся президентом Мексиканской епископской конференции, впоследствии возглавлял комиссию этой конференции по социальному пастырству.
Сыграл важную роль в нормализации отношений между Католической Церковью в Мексике и мексиканским правительством, которые еще с начала XX века оставались крайне напряженными. В частности, способствовал примирению между центральными властями и индейцами из штата Чьяпас: при его участии в 1996 году было заключено мирное соглашение между Мехико и повстанцами-спатистами.
В 1990-е годы сыграл ключевую роль в восстановлении дипломатических отношений Мексики и Ватикана.